# Джолман
Джолма́н (крим. Colman; 1945 до 2023 — Піонерське) — село в Україні, в Сімферопольському районі Автономної Республіки Крим. Підпорядковане Добрівській сільській раді.
Між 1954 і 1968 рр. до складу Джолман було включено село Монетне (до 1948 — Ескі-Сарай), в якому знаходяться руїни давньої мечеті 14 ст.
У 2015 році село внесено до переліку населених пунктів, які потрібно перейменувати згідно із законом «Про засудження комуністичного та націонал-соціалістичного (нацистського) тоталітарних режимів в Україні та заборону пропаганди їхньої символіки».
12 травня 2016 року постановою Верховної Ради України № 1352-VIII село перейменоване відповідно до вимог закону «Про засудження комуністичного та націонал-соціалістичного (нацистського) тоталітарних режимів в Україні та заборону пропаганди їхньої символіки». Постанова набрала чинности у 2023 році.

## Населення
Згідно з переписом УРСР 1989 року чисельність наявного населення села становила 3271 особа, з яких 1643 чоловіки та 1628 жінок.
За переписом населення України 2001 року в селі мешкало 7265 осіб.

### Мова
Розподіл населення за рідною мовою за даними перепису 2001 року:
| Мова              | Відсоток |
| ----------------- | -------- |
| кримськотатарська | 47,78 %  |
| російська         | 43,42 %  |
| українська        | 4,59 %   |
| грецька           | 0,54 %   |
| вірменська        | 0,51 %   |
| молдовська        | 0,13 %   |
| німецька          | 0,10 %   |
| білоруська        | 0,06 %   |
| єврейська         | 0,03 %   |
| болгарська        | 0,01 %   |
| румунська         | 0,01 %   |
| інші              | 2,82 %   |

## Сучасність
У Джолман 120 вулиць. Площа села 906,83 гектари. У селі в 1787 дворах живуть 5534 жителів. У селі є: дві лікарні, церква, пекарня, кафе, пам'ятник померлим солдатам.

## Галерея

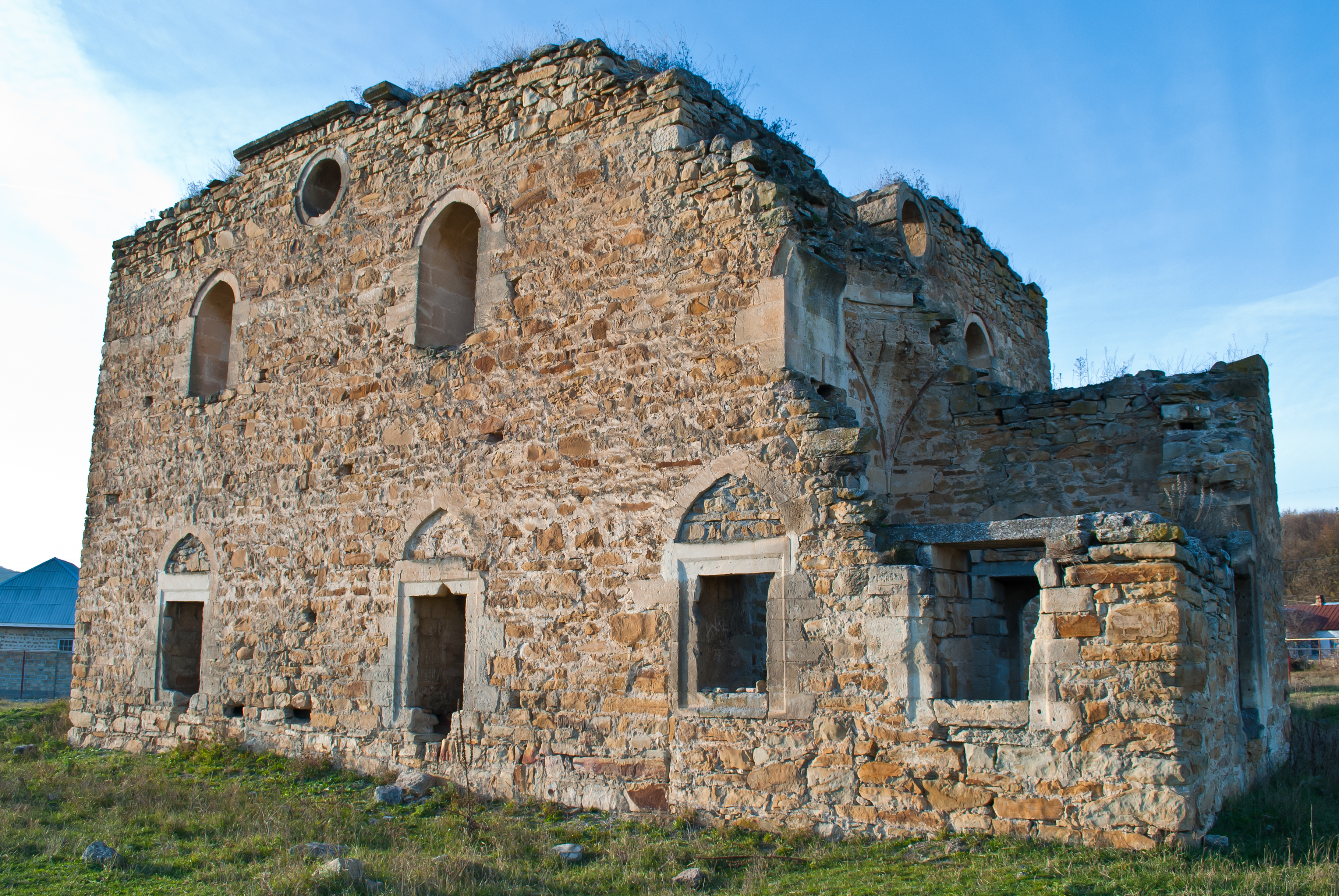
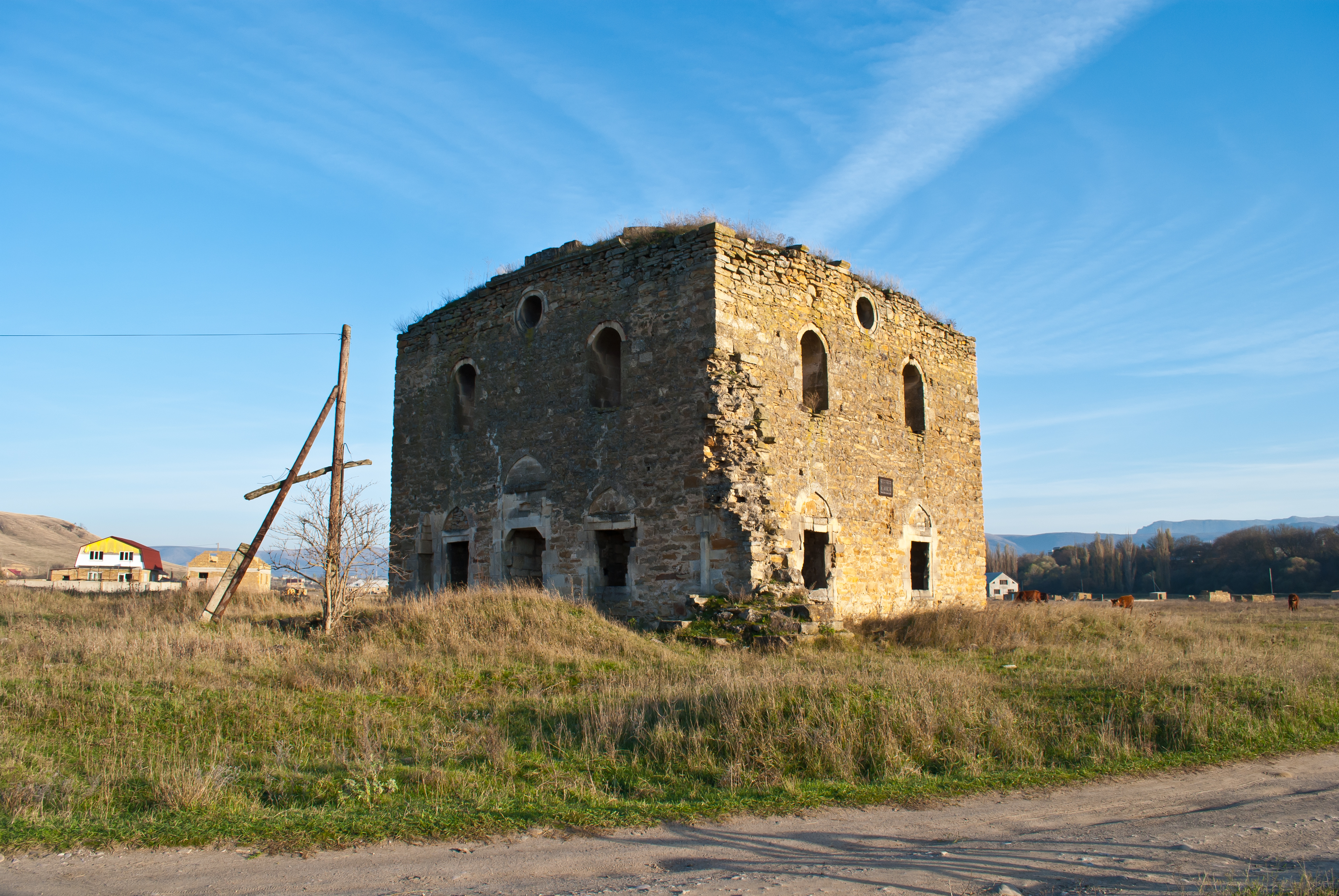
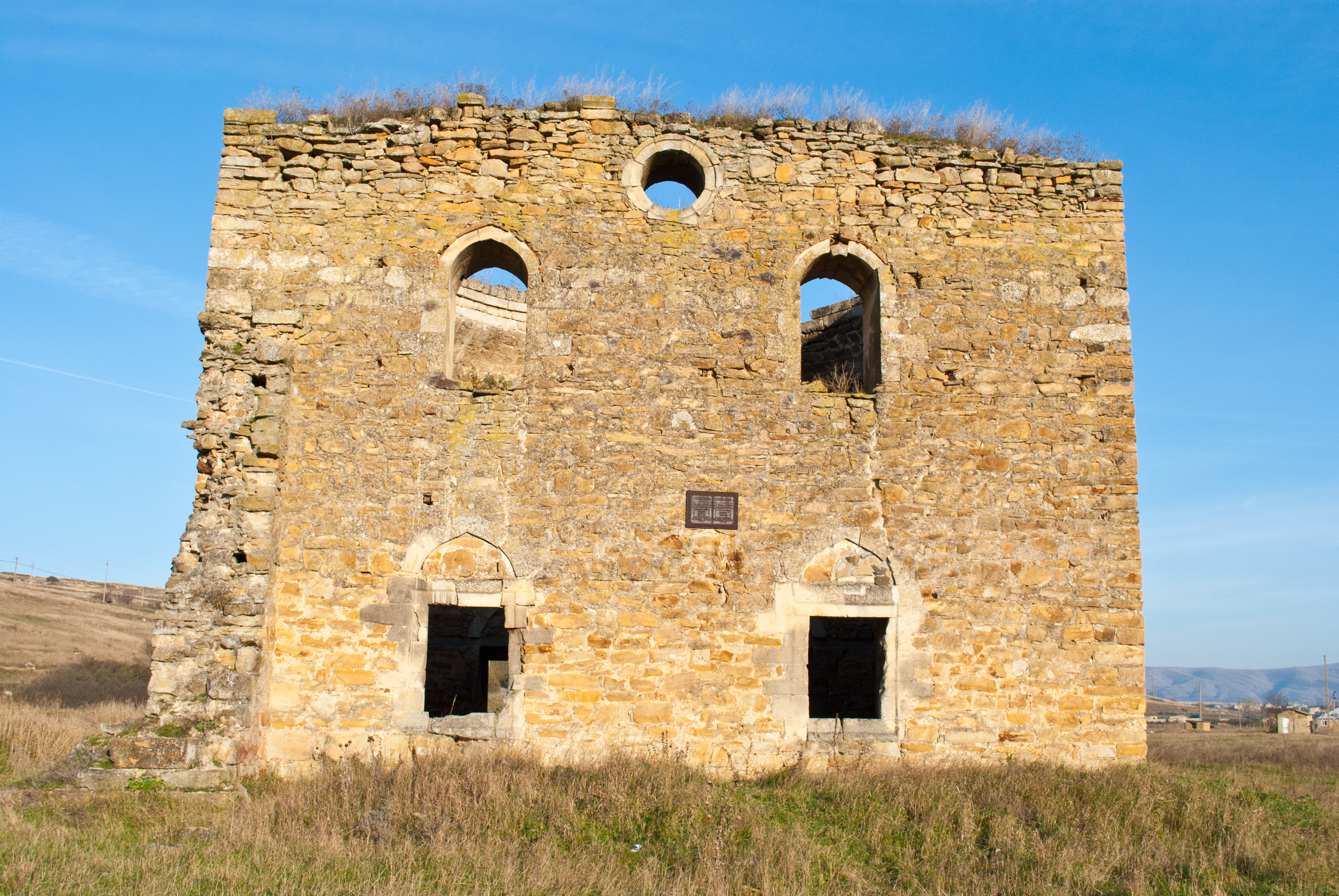
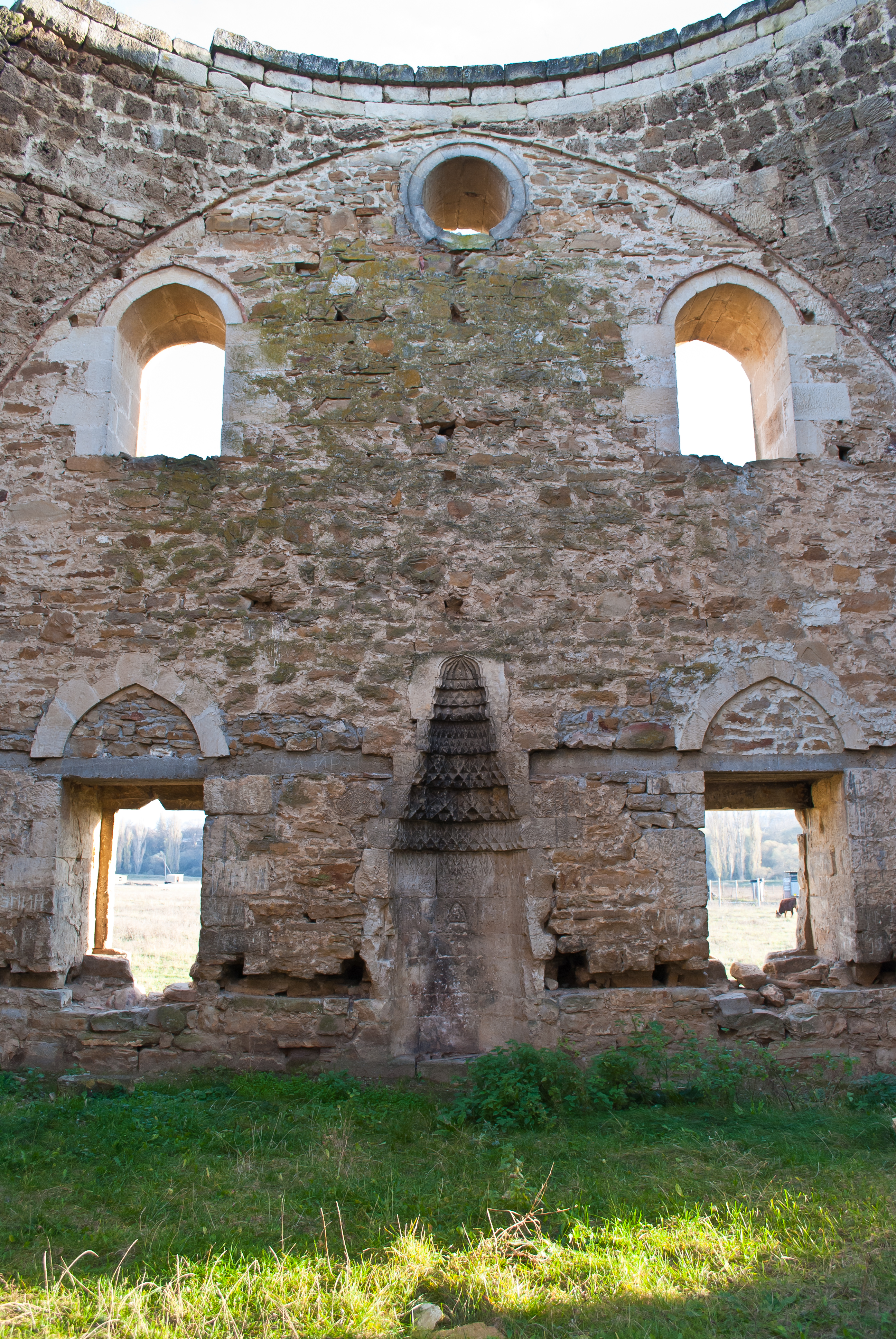
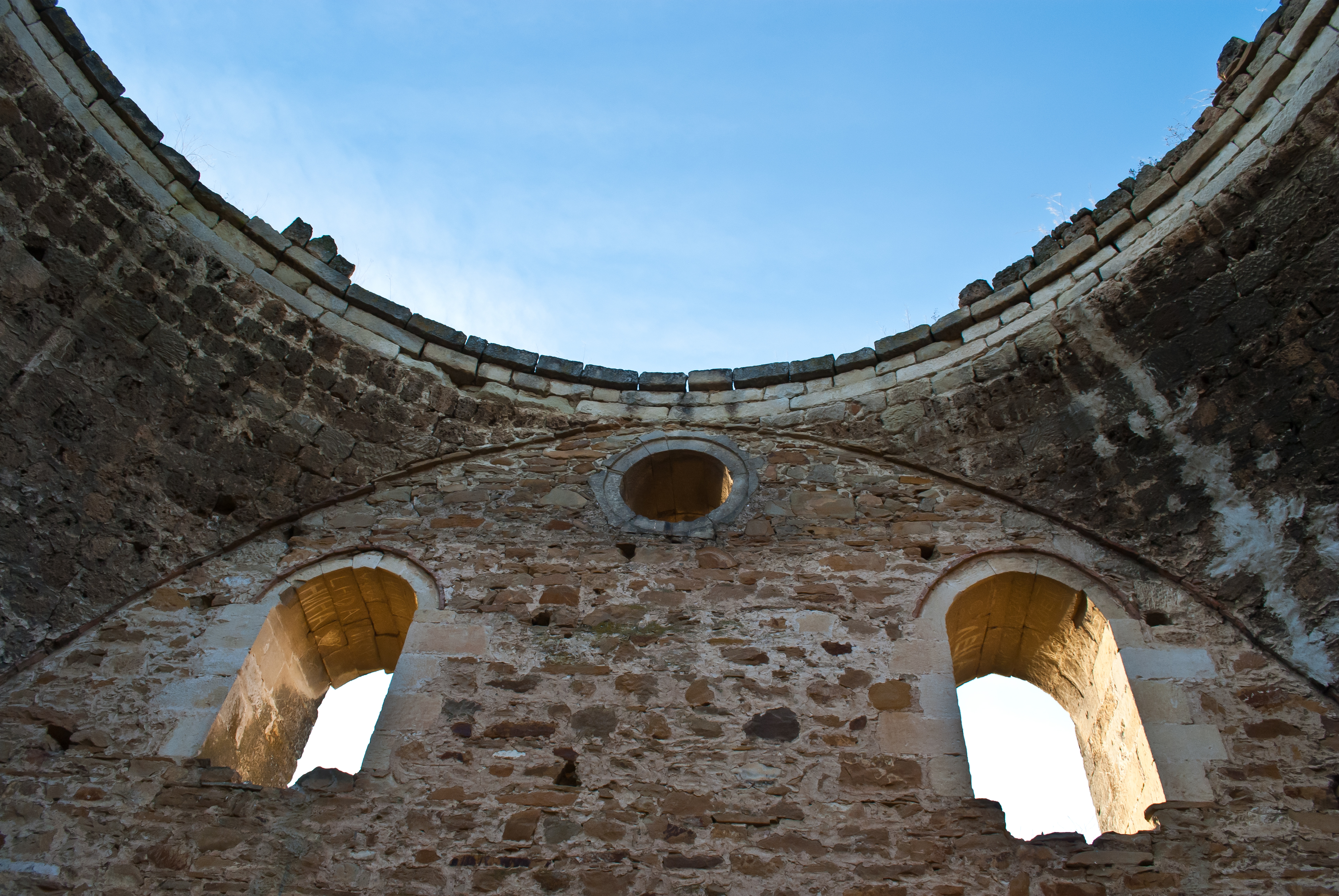
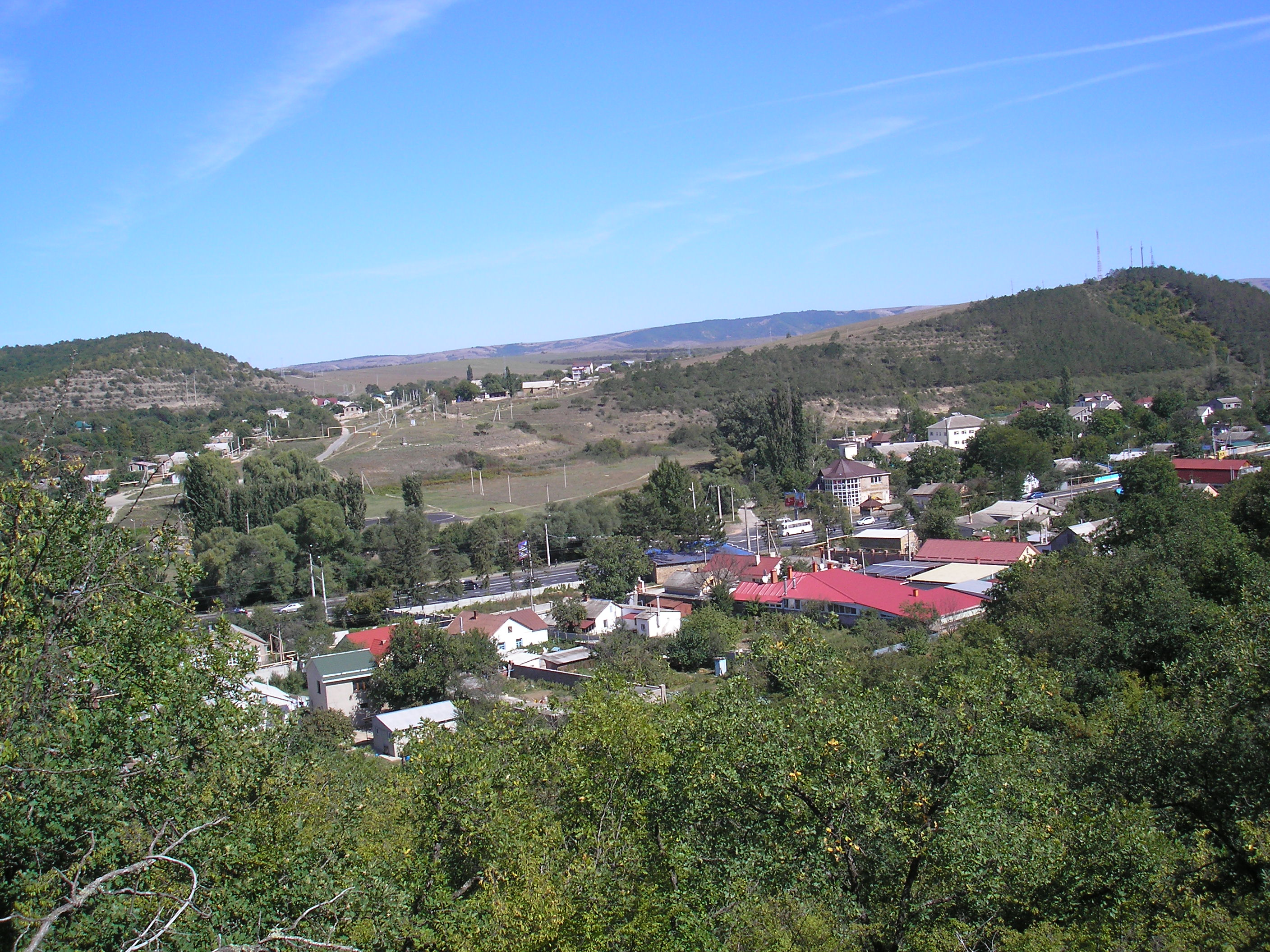